# 37e cérémonie des National Society of Film Critics Awards
La 37e cérémonie des National Society of Film Critics Awards (NSFC Awards), décernés par la National Society of Film Critics, a eu lieu le 4 janvier 2003, et a récompensé les films réalisés l'année précédente.

## Palmarès

### Meilleur film
1. Le Pianiste (The Pianist)
2. Y tu mamá también
3. Parle avec elle (Hable con ella)

### Meilleur réalisateur
1. Roman Polanski pour Le Pianiste (The Pianist)
2. Pedro Almodóvar pour Parle avec elle (Hable con ella)
3. Alfonso Cuarón pour Y tu mamá también

### Meilleur acteur
1. Adrien Brody pour le rôle de Władysław Szpilman dans Le Pianiste (The Pianist)
2. Michael Caine pour le rôle de Thomas Fowler dans Un Américain bien tranquille (The Quiet American)
3. Aurélien Recoing pour le rôle de Vincent dans L'Emploi du temps

### Meilleure actrice
1. Diane Lane pour le rôle de Connie Sumner dans Infidèle (Unfaithful)
2. Maggie Gyllenhaal pour le rôle de Lee Holloway dans La Secrétaire (Secretary)
3. Isabelle Huppert pour le rôle d'Erika Kohut dans La Pianiste

### Meilleur acteur dans un second rôle
1. Christopher Walken pour le rôle de Frank Abagnale Sr. dans Arrête-moi si tu peux (Catch Me If You Can)
2. Chris Cooper pour le rôle de John Laroche dans Adaptation
3. Alan Arkin pour le rôle de Gene dans Thirteen Conversations About One Thing

### Meilleure actrice dans un second rôle
1. Patricia Clarkson pour le rôle d'Eleanor Fine dans Loin du paradis (Far from Heaven)
2. Fiona Shaw pour le rôle de Leontine dans Le Triomphe de l'amour (The Triumph of Love)
3. Kathy Bates pour le rôle de Roberta Hertzel dans Monsieur Schmidt (About Schmidt)

### Meilleur scénario
1. Le Pianiste (The Pianist) – Ronald Harwood
2. Monsieur Schmidt (About Schmidt) – Alexander Payne et Jim Taylor
3. Y tu mamá también – Carlos Cuarón et Alfonso Cuarón

### Meilleure photographie
1. Loin du paradis (Far from Heaven) – Edward Lachman
2. Le Pianiste (The Pianist) – Pawel Edelman
3. Punch-Drunk Love – Robert Elswit

### Meilleur film en langue étrangère
1. Y tu mamá también •  Mexique
2. Parle avec elle (Hable con ella) •  Espagne
3. L'Emploi du temps •  France

### Meilleur film documentaire
1. Standing in the Shadows of Motown
2. The Cockettes
3. Domestic Violence

3. The Kid Stays in the Picture

### Film Heritage
1. Kino International pour la sortie des versions restaurées de Metropolis de Fritz Lang et des films muets de D. W. Griffith.

### Special Citation
- UCLA's film and television archives